# Jean-Christophe Yoccoz
Jean-Christophe Yoccoz (Parigi, 29 maggio 1957 – Parigi, 3 settembre 2016) è stato un matematico francese, vincitore della medaglia Fields nel 1994 per i suoi contributi allo studio dei sistemi dinamici.